# Nhà máy cơ khí-chế tạo Zlatoust
Liên doanh chế tạo máy Zlatoust (JSC Zlatoust Machine-Building Plant) (ZlatMash) là một nhà máy sản xuất tên lửa/vũ khí đặt tại Zlatoust, Chelyabinsk Oblast, Russia.  Nhà máy là nơi đã chế tạo phần lớn các loại tên lửa đạn đạo mang đầu đạn hạt nhân của Liên Xô, bao gồm tên lửa đạn đạo phóng từ tàu ngầm R-39 Rif.
Nhà máy được thành lập vào năm 1939, với mục đích chế tạo vũ khí cỡ nhỏ. Ngày nay, ngoài vũ khí cỡ nhỏ, nhà máy cũng sản xuất các thiết bị công nghiệp và y tế.

## Lịch sử
Nhà máy thành lập vào năm 1938, với tư cách là một nhà máy sản xuất vũ khí cỡ nhỏ.
Tháng 5 năm 1938, sắc lệnh đầu tiên của chính phủ về việc thành lập nhà máy được đưa ra. Sau khi phân tích đánh giá, nhà máy đã được đưa vào xây dựng tại Urzhum, cách thành phố Zlatoust 12 km.
Tháng 11 năm 1941, các công cụ, thiết bị và chuyên gia từ ngà máy chế tạo vũ khí Tula và nhà máy cơ khí Podolsk đã được sơ tán về Zlatoust. Kể từ đó nhà máy bắt đầu sản xuất súng máy Maxim và pháo hàng không Volkov-Yartsev. Ngoài ra, nhà máy còn sản xuất SVT-40, Berezin UB, PPSh-41, và PTRD-41.
Công nhân của nhà máy đã lập quỹ quyên góp kỷ niệm 25 năm ngày cách mạng tháng Mười nhằm thành lập được một trung đoàn xe tăng, chỉ trong thời gian ngắn, 3,5 triệu rúp đã được quyên góp, 450 nghìn rúp đã được tặng cho các binh sĩ Hồng quân, trong khi 1 triệu 200 nghìn rúp được dùng để thành lập Binh đoàn xe tăng tình nguyện vùng Ural.
Tháng 6 năm 1942, công nhân nhà máy được tặng thưởng huân chương đầu tiên, trong năm 1944 đã có 81 người được tặng thưởng huân chương vì đã bảo vệ Moskva, hơn 5.000 công nhân của nhà máy đã được tặng thưởng huân chương lao động trong chiến tranh vệ quốc.

### Sản xuất tên lửa
Tháng 12 năm 1947, chính phủ Liên Xô ra quyết định thành lập phòng thiết kế đặc biệt số 385 trực thuộc nhà máy cơ khí Zlatoust, về sau nó trở thành Cục thiết kế cơ khí và giờ là Viện thiết kế tên lửa Makeyev nhằm vinh danh người đứng đầu là viện sĩ V.P. Makeev" và vào năm 1953 công việc chế tạo tên lửa chiến thuật 8A61 và 8K11 được bắt đầu tiến hành. (R-11 và R-11M) theo tài liệu kỹ thuật của OKB-1 củaS.P.Korolev.
Năm 1959, R-11FM, tên lửa đạn đạo phóng từ tàu ngầm đầu tiên của Liên Xô do OKB-1 phát triển, được đưa vào trang bị cho Hải quân Liên Xô. Năm 1963, các thử nghiệm đã hoàn tất và loại tên lửa đạn đạo phóng từ tàu ngầm khi tàu đang lặn R-21 được đưa vào trang bị.
Năm 1967, lần đầu tiên trên thế giới, tên lửa nhiên liệu lỏng R-27 được nạp nhiên liệu ngay tại nhà máy. Năm 1974, SLBM R-27U với khả năng mang được nhiều đầu đạn được đưa vào trang bị. Trong tương lai, tất cả các tên lửa SLBM cho Hải quân Nga đều sẽ được chế tạo tại nhà máy cơ khí chế tạo Zlatoust.
Tổ hợp chế tạo cơ khí cũng tham gia các chương trình vũ trụ của Liên Xô, với việc tham gia sản xuất các hệ thống phanh động lực cho tàu vũ trụ Vostok, Voskhod, Soyuz (1961-1980), các thành phần của tổ hợp tàu con thoi Buran (1983-1988), và " các thiết bị cho Sân bay vũ trụ Baykonur (1983-1988).
Những năm 1960s, nhà máy trở thành tổ hợp sản xuất tên lửa chính do Viện thiết kế Makeev phát triển. Năm 1960, cơ sở 3 được đưa vào vận hành tại thành phố Miass, kể tử năm 1992, nó được đổi tên thành nhà máy cơ khí chế tạo Miass.

## Link ngoài
- Official website
- Zlatoust Machine-Building Plant at the Nuclear Threat Initiative web-site